# Goðafoss
Goðafoss (Gudernes vandfald) er et af elven Skjálfandafljóts mange vandfald, det falder 12 meter over en bredde på omkring 30 meter. Det ligger i det nordlige Island, under 20 km øst for Akureyri. Vandfaldet ligger ved nationalvej 1 i Þingeyjarsveit. Det er ca. 12 meter højt og et af Islands store turistattraktioner.
Goðafoss fik sit navn efter at lovsigemanden Thorgeir (Þorgeir Ljósvetningagoði) kastede de hedenske gudebilleder (goð) i vandfaldet efter at kristendommen blev vedtaget på Altinget i 1000.